# Herrarnas 56 kg i tyngdlyftning vid olympiska sommarspelen 2012
Herrarnas tyngdlyftning i 56-kilosklassen vid olympiska sommarspelen 2012 hölls den 29 juli, den andra tävlingsdagen efter invigningen, i London, Storbritannien, i ExCeL London.

## Medaljörer
| Gren  | Guld                  | Silver           | Brons                         |
| 56 kg | Om Yun-Chol Nordkorea | Wu Jingbiao Kina | Valentin Hristov Azerbajdzjan |

## Tävlingsformat
Varje tyngdlyftare får tre försök i ryck och stöt. Deras bästa lyft i de båda kombineras till ett totalt resultat. Om någon tävlande misslyckas att få ett godkänt lyft, så blir de utslagna. 
Ifall två tyngdlyftare hamnar på samma resultat, är idrottaren med lägre kroppsvikt vinnare. Om två tävlande hamnar på samma resultat och har samma kroppsvikt, så är vinnaren den som först tog totalvikten..

## Resultat
| Placering | Idrottare                   | Grupp | Kroppsvikt | Ryck (kg) | Ryck (kg) | Ryck (kg) | Ryck (kg) | Stöt (kg) | Stöt (kg) | Stöt (kg) | Stöt (kg) | Totalt |
| Placering | Idrottare                   | Grupp | Kroppsvikt | 1         | 2         | 3         | Resultat  | 1         | 2         | 3         | Resultat  | Totalt |
| --------- | --------------------------- | ----- | ---------- | --------- | --------- | --------- | --------- | --------- | --------- | --------- | --------- | ------ |
| 1         | Om Yun-Chol (PRK)           | B     | 55.76      | 120       | 125       | 125       | 125       | 160       | 165       | 168       | 168       | 293    |
| 2         | Wu Jingbiao (CHN)           | A     |            | 130       | 130       | 133       | 133       | 156       | 156       | 161       | 156       | 289    |
| 3         | Valentin Hristov (AZE)      | A     |            | 123       | 127       | 130       | 127       | 154       | 158       | 159       | 159       | 286    |
| 4         | Tran Le Quoc Toan (VIE)     | A     |            | 125       | 125       | 125       | 125       | 155       | 159       | 162       | 159       | 284    |
| 5         | Jadi Setiadi (INA)          | B     | 55.48      | 121       | 125       | 127       | 127       | 150       | 150       | 156       | 150       | 277    |
| 6         | José Montes (MEX)           | A     |            | 112       | 116       | 116       | 112       | 150       | 157       | 160       | 157       | 269    |
| 7         | Sergio Rada (COL)           | A     |            | 118       | 118       | 121       | 118       | 148       | 151       | 155       | 151       | 269    |
| 8         | Carlos Berna (COL)          | A     | 55.55      | 115       | 115       | 118       | 118       | 150       | 153       | 153       | 150       | 268    |
| 9         | Florin Ionut Croitoru (ROU) | A     |            | 121       | 125       | 125       | 121       | 145       | 145       | 147       | 147       | 268    |
| 10        | Sin Chol-Bom (PRK)          | B     | 55.72      | 110       | 110       | 113       | 113       | 145       | 150       | 150       | 145       | 258    |
| 11        | Yasmani Romero (CUB)        | B     | 55.95      | 112       | 112       | 116       | 112       | 142       | 146       | 146       | 146       | 258    |
| 12        | Tom Goegebuer (BEL)         | B     | 55.88      | 111       | 115       | 117       | 115       | 132       | 137       | 138       | 132       | 247    |
| 13        | Manueli Tulo (FIJ)          | B     | 55.77      | 100       | 105       | 110       | 105       | 128       | 132       | 132       | 128       | 233    |
| 14        | Mirco Scarantino (ITA)      | B     | 55.42      | 97        | 97        | 97        | 97        | 123       | 128       | 132       | 128       | 225    |
| –         | Sergio Álvarez (CUB)        | A     |            | 117       | 121       | 125       | 121       | 150       | 150       | 150       | —         | DNF    |
| –         | Bekzat Osmonaliev (KGZ)     | A     |            | 120       | 125       | 127       | 127       | 147       | 147       | 147       | —         | DNF    |
| –         | Ruslan Makarov (UZB)        | A     |            | 117       | 117       | 119       | 117       | 145       | 145       | 145       | —         | DNF    |
| –         | Khalil El-Maaoui (TUN)      | A     |            | 127       | 130       | 132       | 132       | —         | —         | —         | —         | DNF    |